# HWDP

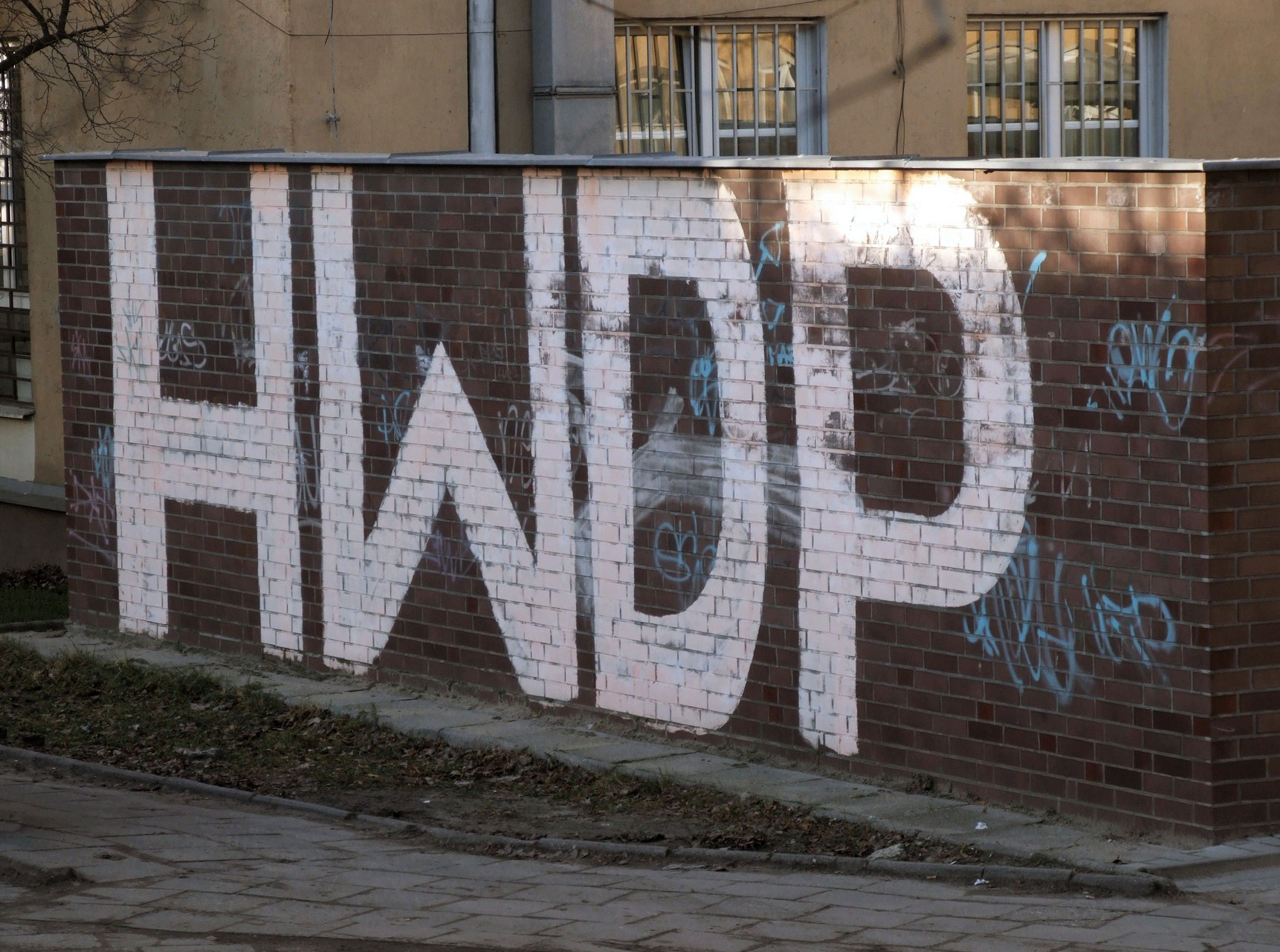
HWDP – napis na murze

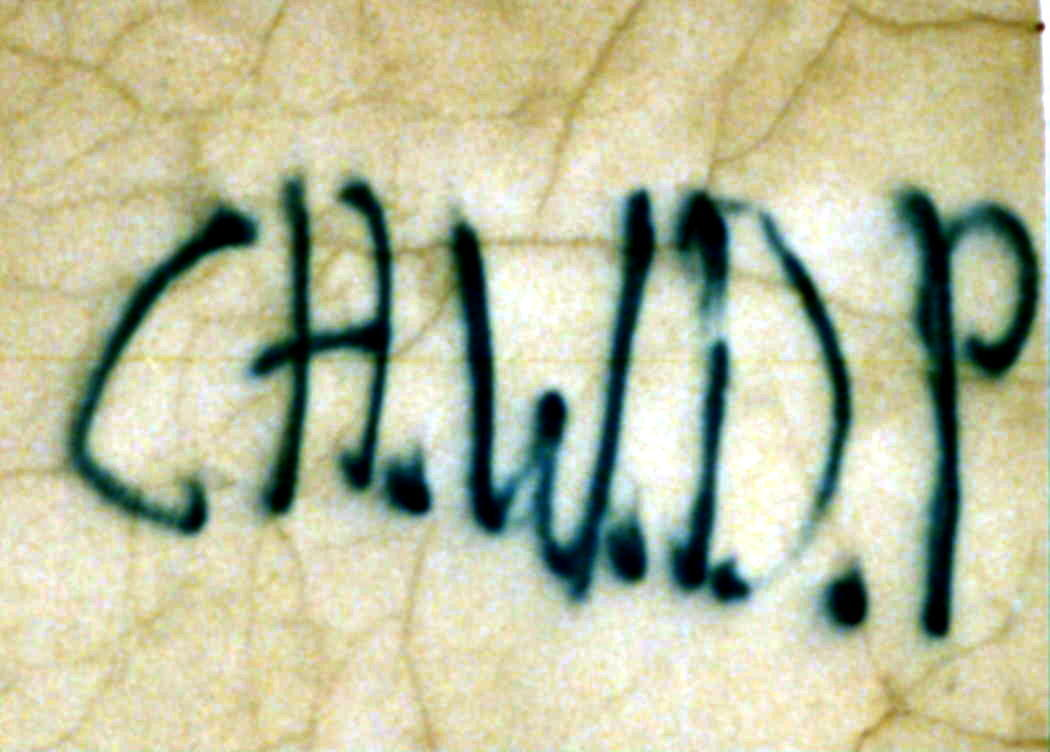
Wersja alternatywna skrótowca

HWDP (właśc. CHWDP) – akronim wulgarnego wyrażenia chuj w dupę policji.
Ten slogan, często wypisywany na murach, jest przez część młodzieży uznawany za formę prowokacji lub sprzeciwu wobec policji. Skrót pojawia się także w tekstach polskiej muzyki hip-hopowej. Propagatorem hasła jest grupa hip-hopowa Hemp Gru, której członek Wilku zawarł slogan w utworze „28.09.97” z albumu Skandal (1998) ówczesnej grupy Mistic Molesta. 
O popularności skrótu świadczy również to, że doczekał się on wielu alternatywnych rozwinięć, na przykład Chwała wam dobrzy policjanci. Inną wersją akronimu jest także Harmonia, wolność, dobro, piękno, który po raz pierwszy pokazywany był na warszawskich billboardach, a potem także w Toruniu. Podstawowe znaczenie jest jednak szeroko znane, a inne są tylko słownymi żartami, używanymi czasem by uniknąć niezręcznej sytuacji i rozładować napięcie, np. gdy osoby propagujące ten skrót rozmawiają z policją lub przez chcących uniknąć zażenowania policjantów pytanych o rozwinięcie skrótu w wywiadach dla mediów.
Policja wykorzystała go jako skrót w kampanii przeciwko przestępczości (cztery litery skrótu oznaczały Hamujemy Wszelkie Działania Przestępcze).
Innym popularnym hasłem używanym często zamiast HWDP jest JP, JP 100% lub JP na 100%. Jest to skrót od wulgarnego wyrażenia jebać policję na 100%, które zostało spopularyzowane w 2008 roku przez utwór Reprezentuje JP z albumu Przeciwko kurestwu i upadkowi zasad hip-hopowego zespołu Firma.
Inną formą wykorzystania akronimu jest ewangelizacja młodzieży. W 2018 ksiądz Adam Anuszkiewicz opublikował piosenkę „Miłość do Kościoła CHWDP Chrystus Wam Daje Pokój” (Hemp Gru – Nienawiść Remix), zmieniając znaczenie skrótu na Chrystus Wam Daje Pokój.
Skrótowiec ma swój odpowiednik w innych językach: w języku angielskim brzmi on ACAB, co oznacza All cops are bastards (Wszystkie gliny to gnoje), w czeskiej wersji brzmi ČDPP, czyli Čůrák do prdele policie.